# .biz

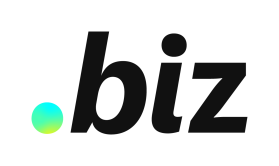
لوگو دامنه اینترنتی biz.

یک دامنهٔ عام اینترنتی می‌باشد که هدف آن وب‌گاه‌های تجاری می‌باشد. این دامنه در سال ۲۰۰۱ ایجاد شد و توسط شرکت «Neulevel» اداره می‌شود. امکان ثبت این دامنه برای هر کس و به هر منظوری وجود دارد.

## استفاده در ترکیه
این دامنه در کشور ترکیه بعلت اینکه «biz» به معنی «ما» می‌باشد استفاده می‌شود برای مثال: turkleriz.biz ترجمهٔ آن «ما ترک هستیم» است.